# Тріо Калина
Тріо Калина англ. Kalyna Trio — український музичний колектив з Торонто, Канада.

## Історія
Тріо створене на початку 1970-х у складі:
- Доня Боровець,
- Надія Коханська
- Катруся Гарасимчук

Тріо подавало себе як частину організації «Молодь Українського Національного Об'єднання» (Ukrainian National Youth Federation).
Дебютний виступ тріо відбувся в Буенос-Айресі в грудні 1971 року.
З того часу вони виступали під егідою Ради з народних мистецтв Онтаріо (Ontario Folk Arts Council).
З виступами об'їхали Америку та Канаду, виступали на радіо та телебаченні.

## Творчість
Метою своєї творчості вважали прививання любові до української культури і її збереження, а також збагачення канадської культури.
Репертуар тріо складається з традиційних та сучасних пісень.
Приблизно в 1976 тріо Калина припинили свою діяльність. Надія Коханська і Доня Боровець продовжили музичну діяльність у складі музичного гурту «Ластівка».
Переважно тріо співає з акомпанементом гітари Катрусі, але під час запису платівки «А на весні», тріо співає з допомогою Олесі на перкусії й Марка Гумініловича на басовій гітарі.
Дискографія:
1. альбом «А на весні» (LP) Harmony records / HRS 1040, рік видання не зазначено, 197? [1]
  - Сторона 1
    1. А на весні / англ. In the spring
    2. Цвіте терен / англ. The blooming countryside
    3. Ой гарна я / англ. Oh how beautiful I am
    4. Мати синові / англ. A mother то her son
    5. Ой ти струмочку / англ. The stream
    6. Циганочка / англ. The gypsy girl

  - Сторона 2
    1. Бандуристе / англ. The banduryst
    2. Ішов козак / англ. A kozak came walking
    3. Чорні очка / англ. Dark eyes
    4. Галичаночка / англ. The girl from halychyna
    5. Як я була / англ. When i was
    6. Осінь / англ. Autumn
2. збірка Kalyna Memories, Ukrainian National Federation / UNF 101, 2013